# Plectiscidea praedatoria
Plectiscidea praedatoria là một loài tò vò trong họ Ichneumonidae.